# Altenkunstadt
Altenkunstadt là một đô thị thuộc huyện Lichtenfels trong bang Bayern nước Đức. Đô thị Altenkunstadt có diện tích 32,91 km², dân số thời điểm ngày 31 tháng 12 năm 2006 là 5482 người. Đô thị này nằm ở tả ngạn sông Main chảy qua thung lũng từ Burgkunstadt.